# 2018-as Apertura mexikói labdarúgó-bajnokság (első osztály)
A mexikói labdarúgó-bajnokság első osztályának 2018-as Apertura szezonja (a bajnokság történetének századik szezonja) 18 csapat részvételével 2018. július 20-án kezdődött és december 16-ig tartott. A bajnokságot a mexikóvárosi América nyerte megy, amelynek ez volt a 13. győzelme. A második helyen a Cruz Azul végzett, a bajnoksággal párhuzamosan zajló kupát szintén a Cruz Azul hódította el.

## Előzmények
Az előző szezont, a 2018-as Clausurát a Santos Laguna nyerte meg. A másodosztályba a Lobos de la BUAP esett volna ki, de mivel a másodosztály győztese, a Cafetaleros de Tapachula nem teljesítette a feljutás feltételeit, ezért a Lobosnak volt lehetősége pénzen megváltani a bentmaradást: ezt meg is tették, az általuk befizetett 120 millió peso pedig a Tapachuláé lett.

## Csapatok
| Csapat                       | Város              | Állam              | Stadion                | Edző (a szezon elején)   |
| ---------------------------- | ------------------ | ------------------ | ---------------------- | ------------------------ |
| América                      | Mexikóváros        | Szövetségi kerület | Azteca                 | Miguel Herrera           |
| Atlas                        | Guadalajara        | Jalisco            | Jalisco                | Gerardo Espinoza Ahumada |
| Cruz Azul                    | Mexikóváros        | Szövetségi Kerület | Azteca                 | Pedro Caixinha           |
| Guadalajara                  | Guadalajara        | Jalisco            | Omnilife               | José Cardozo             |
| León                         | León               | Guanajuato         | León                   | Gustavo Díaz             |
| Lobos de la BUAP             | Puebla             | Puebla             | Universitario BUAP     | Francisco Palencia       |
| Monarcas Morelia             | Morelia            | Michoacán          | Morelos                | Roberto Hernández Ayala  |
| Monterrey                    | Monterrey          | Új-León            | BBVA Bancomer          | Diego Alonso             |
| Necaxa                       | Aguascalientes     | Aguascalientes     | Victoria               | Marcelo Michel Leaño     |
| Pachuca                      | Pachuca de Soto    | Hidalgo            | Hidalgo                | Pako Ayestarán           |
| Puebla                       | Puebla de Zaragoza | Puebla             | Cuauhtémoc             | Enrique Meza             |
| Pumas (Universidad Nacional) | Mexikóváros        | Szövetségi Kerület | Olímpico Universitario | David Patiño             |
| Querétaro                    | Querétaro          | Querétaro          | Corregidora            | Rafael Puente Del Río    |
| Santos Laguna                | Torreón            | Coahuila           | TSM Corona             | Robert Siboldi           |
| Tigres                       | Monterrey          | Új-León            | Universitario          | Ricardo Ferretti         |
| Tijuana                      | Tijuana            | Alsó-Kalifornia    | Caliente               | Diego Cocca              |
| Toluca                       | Toluca de Lerdo    | México             | Nemesio Díez           | Hernán Cristante         |
| Veracruz                     | Veracruz           | Veracruz           | Luis de la Fuente      | Guillermo Vázquez        |

## Az alapszakasz végeredménye
Az alapszakasz 17 fordulóból állt, az első nyolc jutott be a rájátszásba.
| #   | Csapat          | M  | GY | D | V  | G+ – G– | GK  | P  | Megjegyzések |
| --- | --------------- | -- | -- | - | -- | ------- | --- | -- | ------------ |
| 1.  | Cruz Azul (KGY) | 17 | 11 | 3 | 3  | 26–13   | +13 | 36 |              |
| 2.  | América         | 17 | 9  | 6 | 2  | 33–17   | +16 | 33 |              |
| 3.  | Pumas           | 17 | 8  | 6 | 3  | 29–19   | +10 | 30 |              |
| 4.  | Santos          | 17 | 8  | 6 | 3  | 27–18   | +9  | 30 |              |
| 5.  | Monterrey       | 17 | 9  | 3 | 5  | 25–19   | +6  | 30 |              |
| 6.  | Tigres          | 17 | 8  | 5 | 4  | 32–18   | +14 | 29 |              |
| 7.  | Toluca          | 17 | 8  | 2 | 7  | 27–22   | +5  | 26 |              |
| 8.  | Querétaro       | 17 | 7  | 5 | 5  | 19–20   | −1  | 26 |              |
| 9.  | Morelia         | 17 | 7  | 4 | 6  | 23–26   | −3  | 25 |              |
| 10. | Pachuca         | 17 | 6  | 6 | 5  | 26–18   | +8  | 24 |              |
| 11. | Guadalajara     | 17 | 5  | 5 | 7  | 21–22   | −1  | 20 |              |
| 12. | Puebla          | 17 | 5  | 5 | 7  | 23–30   | −7  | 20 |              |
| 13. | Lobos           | 17 | 5  | 4 | 8  | 21–25   | −4  | 19 |              |
| 14. | León            | 17 | 5  | 3 | 9  | 18–23   | −5  | 18 |              |
| 15. | Tijuana         | 17 | 4  | 5 | 8  | 13–24   | −11 | 17 |              |
| 16. | Necaxa          | 17 | 3  | 5 | 9  | 19–29   | −10 | 14 |              |
| 17. | Atlas           | 17 | 2  | 5 | 10 | 11–27   | −16 | 11 |              |
| 18. | Veracruz        | 17 | 2  | 4 | 11 | 17–40   | −23 | 10 |              |

Utolsó frissítés: 2018. november 26. 
Forrás: A bajnokság hivatalos honlapja 
A rangsorolás alapszabályai: 1. összpontszám, 2. egymás elleni eredmények összpontszáma, 3. gólkülönbség, 4. szerzett gólok száma.
(B): Bajnokcsapat, (K): Kieső csapat, (F): Feljutó csapat, (I): Kupainduló, (R): A rájátszás győztese, (KGY): Kupagyőztes

## Rájátszás
A döntő kivételével az a szabály, hogy ha a két meccs összesítve döntetlen, és az idegenbeli gól is egyenlő, akkor nincs hosszabbítás és tizenegyespárbaj, hanem az a csapat jut tovább, amelyik az alapszakaszban jobb helyen végzett.
A negyeddöntők első mérkőzéseit november 28-án és 29-én, a visszavágókat december 1-én és 2-án játszották, az elődöntőkre december 5-én és 6-án, valamint 8-án és 9-én került sor. A döntő első mérkőzése december 13-án, a visszavágó 16-án volt.
|  | Negyeddöntők  | Negyeddöntők  | Negyeddöntők | Negyeddöntők | Negyeddöntők |   |           | Elődöntők | Elődöntők | Elődöntők | Elődöntők | Elődöntők |  |  | Döntő | Döntő | Döntő | Döntő | Döntő |  |
|  |               |               |              |              |              |   |           |           |           |           |           |           |  |  |       |       |       |       |       |  |
|  | Tigres        | Tigres        | 2            | 1            | 3            |   |           |           |           |           |           |           |  |  |       |       |       |       |       |  |
|  | Tigres        | Tigres        | 2            | 1            | 3            |   |           |           |           |           |           |           |  |  |       |       |       |       |       |  |
|  | Pumas         | Pumas         | 1            | 3            | 4            |   |           |           |           |           |           |           |  |  |       |       |       |       |       |  |
|  | Pumas         | Pumas         | 1            | 3            | 4            |   | Pumas     | Pumas     | 1         | 1         | 2         |           |  |  |       |       |       |       |       |  |
|  |               |               |              |              |              |   | Pumas     | Pumas     | 1         | 1         | 2         |           |  |  |       |       |       |       |       |  |
|  |               |               | América      | América      | 1            | 6 | 7         |           |           |           |           |           |  |  |       |       |       |       |       |  |
|  | Toluca        | Toluca        | América      | América      | 1            | 6 | 7         | 2         | 2         | 4         |           |           |  |  |       |       |       |       |       |  |
|  | Toluca        | Toluca        |              |              |              |   |           |           |           | 4         |           |           |  |  |       |       |       |       |       |  |
|  | América       | América       | 2            | 3            | 5            |   |           |           |           |           |           |           |  |  |       |       |       |       |       |  |
|  | América       | América       | 2            | 3            | 5            |   | América   | América   | 0         | 2         | 2         |           |  |  |       |       |       |       |       |  |
|  |               |               |              |              |              |   |           |           |           |           |           |           |  |  |       |       |       |       |       |  |
|  |               |               | Cruz Azul    | Cruz Azul    | 0            | 0 | 0         |           |           |           |           |           |  |  |       |       |       |       |       |  |
|  | Monterrey     | Monterrey     | Cruz Azul    | Cruz Azul    | 0            | 0 | 0         | 1         | 2         | 3         |           |           |  |  |       |       |       |       |       |  |
|  | Monterrey     | Monterrey     |              |              |              |   |           |           |           | 3         |           |           |  |  |       |       |       |       |       |  |
|  | Santos Laguna | Santos Laguna | 0            | 0            | 0            |   |           |           |           |           |           |           |  |  |       |       |       |       |       |  |
|  | Santos Laguna | Santos Laguna | 0            | 0            | 0            |   | Monterrey | Monterrey | 1         | 0         | 1         |           |  |  |       |       |       |       |       |  |
|  |               |               |              |              |              |   | Monterrey | Monterrey | 1         | 0         | 1         |           |  |  |       |       |       |       |       |  |
|  |               |               | Cruz Azul    | Cruz Azul    | 0            | 1 | 1         |           |           |           |           |           |  |  |       |       |       |       |       |  |
|  | Querétaro     | Querétaro     | Cruz Azul    | Cruz Azul    | 0            | 1 | 1         | 0         | 1         | 1         |           |           |  |  |       |       |       |       |       |  |
|  | Querétaro     | Querétaro     |              |              |              |   |           |           |           | 1         |           |           |  |  |       |       |       |       |       |  |
|  | Cruz Azul     | Cruz Azul     | 2            | 1            | 3            |   |           |           |           |           |           |           |  |  |       |       |       |       |       |  |

## Együttható-táblázat
Az együttható-táblázat a csapatok (a jelenlegit is beleszámítva) utolsó öt első osztályú szezonjának alapszakaszában elért pontok átlagát tartalmazza négy tizedesre kerekítve, de ha egy csapat időközben volt másodosztályú is, akkor az az előtti időszak eredményei nincsenek benne. Mivel ez a szezon Apertura, ezért nem esik ki egyik csapat sem, de majd a 2019-es Clausurában ez alapján a táblázat alapján dől el, melyik lesz a kieső csapat.
| Csapat      | Összpontszám | Mérkőzések | Együttható |
| ----------- | ------------ | ---------- | ---------- |
| Monterrey   | 148          | 85         | 1,7412     |
| América     | 144          | 85         | 1,6941     |
| Tigres      | 144          | 85         | 1,6941     |
| Toluca      | 142          | 85         | 1,6706     |
| Tijuana     | 127          | 85         | 1,4941     |
| Cruz Azul   | 125          | 85         | 1,4706     |
| Morelia     | 122          | 85         | 1,4353     |
| Pachuca     | 121          | 85         | 1,4235     |
| Santos      | 119          | 85         | 1,4000     |
| Pumas       | 112          | 85         | 1,3176     |
| León        | 112          | 85         | 1,3176     |
| Guadalajara | 108          | 85         | 1,2706     |
| Necaxa      | 107          | 85         | 1,2588     |
| Atlas       | 99           | 85         | 1,1647     |
| Querétaro   | 99           | 85         | 1,1647     |
| Puebla      | 95           | 85         | 1,1176     |
| Lobos       | 19           | 17         | 1,1176     |
| Veracruz    | 75           | 85         | 0,8824     |

## Eredmények

### Alapszakasz

#### Fordulónként

##### 1. forduló
| Dátum (mexikói idő) | Mérkőzés              | Eredmény |
| ------------------- | --------------------- | -------- |
| 2018. július 20.    | Veracruz – Pumas      | 0–2      |
| 2018. július 20.    | Atlas – Querétaro     | 0–0      |
| 2018. július 21.    | Cruz Azul – Puebla    | 3–0      |
| 2018. július 21.    | Pachuca – Monterrey   | 0–1      |
| 2018. július 21.    | Tigres – León         | 2–0      |
| 2018. július 21.    | Tijuana – Guadalajara | 2–1      |
| 2018. július 22.    | Toluca – Morelia      | 2–0      |
| 2018. július 22.    | Santos – Lobos        | 2–1      |
| 2018. július 22.    | Necaxa – América      | 2–1      |

##### 2. forduló
| Dátum (mexikói idő) | Mérkőzés                | Eredmény |
| ------------------- | ----------------------- | -------- |
| 2018. július 27.    | Morelia – Santos        | 3–1      |
| 2018. július 27.    | Puebla – Toluca         | 2–1      |
| 2018. július 28.    | Querétaro – Pachuca     | 1–0      |
| 2018. július 28.    | América – Atlas         | 3–0      |
| 2018. július 28.    | Guadalajara – Cruz Azul | 0–1      |
| 2018. július 29.    | Pumas – Necaxa          | 5–3      |
| 2018. július 29.    | Lobos – Veracruz        | 2–0      |
| 2018. július 29.    | Tigres – Tijuana        | 1–0      |
| 2018. július 29.    | León – Monterrey        | 0–2      |

##### 3. forduló
| Dátum (mexikói idő) | Mérkőzés              | Eredmény |
| ------------------- | --------------------- | -------- |
| 2018. augusztus 3.  | Veracruz – Morelia    | 2–2      |
| 2018. augusztus 3.  | Atlas – Pumas         | 0–3      |
| 2018. augusztus 4.  | Necaxa – Lobos        | 1–0      |
| 2018. augusztus 4.  | Pachuca – América     | 1–3      |
| 2018. augusztus 4.  | Cruz Azul – Tigres    | 1–0      |
| 2018. augusztus 4.  | Monterrey – Querétaro | 2–1      |
| 2018. augusztus 5.  | Toluca – Guadalajara  | 2–2      |
| 2018. augusztus 5.  | Santos – Puebla       | 2–0      |
| 2018. augusztus 5.  | Tijuana – León        | 1–1      |

##### 4. forduló
| Dátum (mexikói idő) | Mérkőzés             | Eredmény |
| ------------------- | -------------------- | -------- |
| 2018. augusztus 10. | Puebla – Veracruz    | 1–2      |
| 2018. augusztus 10. | Morelia – Necaxa     | 2–1      |
| 2018. augusztus 11. | Lobos – Atlas        | 0–0      |
| 2018. augusztus 11. | León – Querétaro     | 4–0      |
| 2018. augusztus 11. | Tigres – Toluca      | 1–2      |
| 2018. augusztus 11. | América – Monterrey  | 3–0      |
| 2018. augusztus 12. | Pumas – Pachuca      | 0–0      |
| 2018. augusztus 12. | Guadalajara – Santos | 1–2      |
| 2018. augusztus 12. | Tijuana – Cruz Azul  | 1–1      |

##### 5. forduló
| Dátum (mexikói idő) | Mérkőzés               | Eredmény |
| ------------------- | ---------------------- | -------- |
| 2018. augusztus 17. | Veracruz – Guadalajara | 0–2      |
| 2018. augusztus 17. | Atlas – Morelia        | 0–1      |
| 2018. augusztus 18. | Cruz Azul – León       | 3–0      |
| 2018. augusztus 18. | Pachuca – Lobos        | 3–0      |
| 2018. augusztus 18. | Necaxa – Puebla        | 2–2      |
| 2018. augusztus 18. | Querétaro – América    | 1–1      |
| 2018. augusztus 18. | Monterrey – Pumas      | 1–0      |
| 2018. augusztus 19. | Toluca – Tijuana       | 3–0      |
| 2018. augusztus 19. | Santos – Tigres        | 3–1      |

##### 6. forduló
| Dátum (mexikói idő) | Mérkőzés             | Eredmény |
| ------------------- | -------------------- | -------- |
| 2018. augusztus 21. | Morelia – Pachuca    | 1–1      |
| 2018. augusztus 21. | Pumas – Querétaro    | 0–1      |
| 2018. augusztus 21. | Puebla – Atlas       | 2–0      |
| 2018. augusztus 21. | Guadalajara – Necaxa | 1–0      |
| 2018. augusztus 22. | Cruz Azul – Toluca   | 1–0      |
| 2018. augusztus 22. | León – América       | 2–0      |
| 2018. augusztus 22. | Tigres – Veracruz    | 4–0      |
| 2018. augusztus 22. | Lobos – Monterrey    | 1–2      |
| 2018. augusztus 22. | Tijuana – Santos     | 2–2      |

##### 7. forduló
| Dátum (mexikói idő) | Mérkőzés            | Eredmény |
| ------------------- | ------------------- | -------- |
| 2018. augusztus 24. | Atlas – Guadalajara | 0–1      |
| 2018. augusztus 25. | Pachuca – Puebla    | 2–0      |
| 2018. augusztus 25. | América – Pumas     | 2–2      |
| 2018. augusztus 25. | Veracruz – Tijuana  | 1–0      |
| 2018. augusztus 25. | Necaxa – Tigres     | 1–1      |
| 2018. augusztus 25. | Monterrey – Morelia | 2–2      |
| 2018. augusztus 26. | Querétaro – Lobos   | 2–0      |
| 2018. augusztus 26. | Toluca – León       | 1–2      |
| 2018. augusztus 26. | Santos – Cruz Azul  | 1–1      |

##### 8. forduló
| Dátum (mexikói idő) | Mérkőzés              | Eredmény |
| ------------------- | --------------------- | -------- |
| 2018. augusztus 31. | Morelia – Querétaro   | 1–4      |
| 2018. augusztus 31. | Puebla – Monterrey    | 2–1      |
| 2018. augusztus 31. | Tijuana – Necaxa      | 1–0      |
| 2018. szeptember 1. | Cruz Azul – Veracruz  | 4–1      |
| 2018. szeptember 1. | León – Pumas          | 1–2      |
| 2018. szeptember 1. | Tigres – Atlas        | 3–1      |
| 2018. szeptember 1. | Guadalajara – Pachuca | 1–3      |
| 2018. szeptember 2. | Toluca – Santos       | 2–1      |
| 2018. szeptember 2. | Lobos – América       | 0–2      |

##### 9. forduló
| Dátum (mexikói idő)  | Mérkőzés                | Eredmény |
| -------------------- | ----------------------- | -------- |
| 2018. szeptember 14. | Veracruz – Toluca       | 2–3      |
| 2018. szeptember 15. | Querétaro – Puebla      | 0–1      |
| 2018. szeptember 15. | Pachuca – Tigres        | 1–1      |
| 2018. szeptember 15. | América – Morelia       | 2–1      |
| 2018. szeptember 15. | Necaxa – Cruz Azul      | 2–0      |
| 2018. szeptember 15. | Monterrey – Guadalajara | 2–4      |
| 2018. szeptember 16. | Pumas – Lobos           | 4–2      |
| 2018. szeptember 16. | Santos – León           | 3–0      |
| 2018. szeptember 16. | Atlas – Tijuana         | 0–1      |

##### 10. forduló
| Dátum (mexikói idő)  | Mérkőzés                | Eredmény |
| -------------------- | ----------------------- | -------- |
| 2018. szeptember 21. | Morelia – Pumas         | 0–0      |
| 2018. szeptember 21. | Puebla – América        | 2–3      |
| 2018. szeptember 22. | Toluca – Necaxa         | 3–2      |
| 2018. szeptember 22. | León – Lobos            | 0–1      |
| 2018. szeptember 22. | Cruz Azul – Atlas       | 2–0      |
| 2018. szeptember 22. | Tijuana – Pachuca       | 1–0      |
| 2018. szeptember 23. | Guadalajara – Querétaro | 1–1      |
| 2018. szeptember 23. | Santos – Veracruz       | 1–1      |
| 2018. szeptember 23. | Tigres – Monterrey      | 0–0      |

##### 11. forduló
| Dátum (mexikói idő)  | Mérkőzés              | Eredmény |
| -------------------- | --------------------- | -------- |
| 2018. szeptember 28. | Veracruz – León       | 0–4      |
| 2018. szeptember 28. | Atlas – Toluca        | 2–0      |
| 2018. szeptember 29. | Querétaro – Tigres    | 0–2      |
| 2018. szeptember 29. | Pachuca – Cruz Azul   | 3–1      |
| 2018. szeptember 29. | Necaxa – Santos       | 0–1      |
| 2018. szeptember 29. | Monterrey – Tijuana   | 3–0      |
| 2018. szeptember 30. | Pumas – Puebla        | 2–2      |
| 2018. szeptember 30. | Lobos – Morelia       | 3–1      |
| 2018. szeptember 30. | América – Guadalajara | 1–1      |

##### 12. forduló
| Dátum (mexikói idő) | Mérkőzés              | Eredmény |
| ------------------- | --------------------- | -------- |
| 2018. október 5.    | Santos – Atlas        | 3–1      |
| 2018. október 5.    | Veracruz – Necaxa     | 0–0      |
| 2018. október 6.    | Cruz Azul – Monterrey | 2–1      |
| 2018. október 6.    | León – Morelia        | 1–2      |
| 2018. október 6.    | Tigres – América      | 2–3      |
| 2018. október 6.    | Guadalajara – Pumas   | 1–2      |
| 2018. október 6.    | Tijuana – Querétaro   | 1–1      |
| 2018. október 7.    | Toluca – Pachuca      | 2–1      |
| 2018. október 7.    | Puebla – Lobos        | 2–2      |

##### 13. forduló
| Dátum (mexikói idő) | Mérkőzés              | Eredmény |
| ------------------- | --------------------- | -------- |
| 2018. október 19.   | Atlas – Veracruz      | 4–3      |
| 2018. október 20.   | Querétaro – Cruz Azul | 2–0      |
| 2018. október 20.   | Pachuca – Santos      | 1–1      |
| 2018. október 20.   | América – Tijuana     | 3–0      |
| 2018. október 20.   | Necaxa – León         | 0–2      |
| 2018. október 20.   | Monterrey – Toluca    | 2–1      |
| 2018. október 21.   | Lobos – Guadalajara   | 1–1      |
| 2018. október 21.   | Pumas – Tigres        | 3–3      |
| 2018. október 21.   | Morelia – Puebla      | 2–0      |

##### 14. forduló
| Dátum (mexikói idő) | Mérkőzés              | Eredmény |
| ------------------- | --------------------- | -------- |
| 2018. október 26.   | Santos – Monterrey    | 1–0      |
| 2018. október 26.   | Veracruz – Pachuca    | 2–3      |
| 2018. október 27.   | Necaxa – Atlas        | 2–2      |
| 2018. október 27.   | Tigres – Lobos        | 2–2      |
| 2018. október 27.   | Guadalajara – Morelia | 1–2      |
| 2018. október 27.   | Cruz Azul – América   | 0–0      |
| 2018. október 27.   | Tijuana – Pumas       | 0–1      |
| 2018. október 28.   | Toluca – Querétaro    | 4–0      |
| 2018. október 28.   | León – Puebla         | 0–4      |

##### 15. forduló
| Dátum (mexikói idő) | Mérkőzés             | Eredmény |
| ------------------- | -------------------- | -------- |
| 2018. november 2.   | Morelia – Tigres     | 0–2      |
| 2018. november 2.   | Puebla – Guadalajara | 2–2      |
| 2018. november 3.   | Pachuca – Necaxa     | 6–2      |
| 2018. november 3.   | América – Toluca     | 1–1      |
| 2018. november 3.   | Monterrey – Veracruz | 2–0      |
| 2018. november 3.   | Lobos – Tijuana      | 3–1      |
| 2018. november 4.   | Pumas – Cruz Azul    | 1–2      |
| 2018. november 4.   | Querétaro – Santos   | 2–1      |
| 2018. november 4.   | Atlas – León         | 0–0      |

##### 16. forduló
| Dátum (mexikói idő) | Mérkőzés             | Eredmény |
| ------------------- | -------------------- | -------- |
| 2018. november 9.   | Veracruz – Querétaro | 2–2      |
| 2018. november 9.   | Atlas – Pachuca      | 0–0      |
| 2018. november 10.  | Cruz Azul – Lobos    | 2–1      |
| 2018. november 10.  | León – Guadalajara   | 0–1      |
| 2018. november 10.  | Tigres – Puebla      | 6–1      |
| 2018. november 10.  | Necaxa – Monterrey   | 1–1      |
| 2018. november 10.  | Tijuana – Morelia    | 2–3      |
| 2018. november 11.  | Toluca – Pumas       | 0–1      |
| 2018. november 11.  | Santos – América     | 1–1      |

##### 17. forduló
| Dátum (mexikói idő) | Mérkőzés             | Eredmény |
| ------------------- | -------------------- | -------- |
| 2018. november 23.  | Morelia – Cruz Azul  | 0–2      |
| 2018. november 23.  | Puebla – Tijuana     | 0–0      |
| 2018. november 24.  | Querétaro – Necaxa   | 1–0      |
| 2018. november 24.  | Pachuca – León       | 1–1      |
| 2018. november 24.  | América – Veracruz   | 4–1      |
| 2018. november 24.  | Guadalajara – Tigres | 0–1      |
| 2018. november 24.  | Monterrey – Atlas    | 3–1      |
| 2018. november 25.  | Pumas – Santos       | 1–1      |
| 2018. november 25.  | Lobos – Toluca       | 2–0      |

#### Kereszttábla
| Hazai \ Vendég1 | AMÉ | ATL | CRZ | GUA | LEÓ | LOB | MTY | MOR | NEC | PAC | PUE | PUM | QUE | SAN | TIG | TIJ | TOL | VER |
| América         |     | 3–0 |     | 1–1 |     |     | 3–0 | 2–1 |     |     |     | 2–2 |     |     |     | 3–0 | 1–1 | 4–1 |
| Atlas           |     |     |     | 0–1 | 0–0 |     |     | 0–1 |     | 0–0 |     | 0–3 | 0–0 |     |     | 0–1 | 2–0 | 4–3 |
| Cruz Azul       | 0–0 | 2–0 |     |     | 3–0 | 2–1 | 2–1 |     |     |     | 3–0 |     |     |     | 1–0 |     | 1–0 | 4–1 |
| Guadalajara     |     |     | 0–1 |     |     |     |     | 1–2 | 1–0 | 1–3 |     | 1–2 | 1–1 | 1–2 | 0–1 |     |     |     |
| León            | 2–0 |     |     | 0–1 |     | 0–1 | 0–2 | 1–2 |     |     | 0–4 | 1–2 | 4–0 |     |     |     |     |     |
| Lobos           | 0–2 | 0–0 |     | 1–1 |     |     | 1–2 | 3–1 |     |     |     |     |     |     |     | 3–1 | 2–0 | 2–0 |
| Monterrey       |     | 3–1 |     | 2–4 |     |     |     | 2–2 |     |     |     | 1–0 | 2–1 |     |     | 3–0 | 2–1 | 2–0 |
| Morelia         |     |     | 0–2 |     |     |     |     |     | 2–1 | 1–1 | 2–0 | 0–0 | 1–4 | 3–1 | 0–2 |     |     |     |
| Necaxa          | 2–1 | 2–2 | 2–0 |     | 0–2 | 1–0 | 1–1 |     |     |     | 2–2 |     |     | 0–1 | 1–1 |     |     |     |
| Pachuca         | 1–3 |     | 3–1 |     | 1–1 | 3–0 | 0–1 |     | 6–2 |     | 2–0 |     |     | 1–1 | 1–1 |     |     |     |
| Puebla          | 2–3 | 2–0 |     | 2–2 |     | 2–2 | 2–1 |     |     |     |     |     |     |     |     | 0–0 | 2–1 | 1–2 |
| Pumas           |     |     | 1–2 |     |     | 4–2 |     |     | 5–3 | 0–0 | 2–2 |     | 0–1 | 1–1 | 3–3 |     |     |     |
| Querétaro       | 1–1 |     | 2–0 |     |     | 2–0 |     |     | 1–0 | 1–0 | 0–1 |     |     | 2–1 | 0–2 |     |     |     |
| Santos          | 1–1 | 3–1 | 1–1 |     | 3–0 | 2–1 | 1–0 |     |     |     | 2–0 |     |     |     | 3–1 |     |     | 1–1 |
| Tigres          | 2–3 | 3–1 |     |     | 2–0 | 2–2 |     |     |     |     | 6–1 |     |     |     |     | 1–0 | 1–2 | 4–0 |
| Tijuana         |     |     | 1–1 | 2–1 | 1–1 |     |     | 2–3 | 1–0 | 1–0 |     | 0–1 | 1–1 | 2–2 |     |     |     |     |
| Toluca          |     |     |     | 2–2 | 1–2 |     |     | 2–0 | 3–2 | 2–1 |     | 0–1 | 4–0 | 2–1 |     | 3–0 |     |     |
| Veracruz        |     |     |     | 0–2 | 0–4 |     |     | 2–2 | 0–0 | 2–3 |     | 0–2 | 2–2 |     |     | 1–0 | 2–3 |     |

Utolsó felvett mérkőzés dátuma: 2018. november 25. 
Forrás: A bajnokság hivatalos honlapja 
1A hazai csapatok a bal oldali oszlopban szerepelnek.
Színek: Zöld = hazai győzelem; Sárga = döntetlen; Piros = vendéggyőzelem.
 

## Góllövőlista
Az alábbi lista a legalább 4 gólt szerző játékosokat tartalmazza.
- 14 gólos:
  -  André-Pierre Gignac (Tigres)
- 12 gólos:
  -  Julio César Furch (Santos)
- 9 gólos:
  -  Víctor Guzmán (Pachuca)
  -  Franco Jara (Pachuca)
  -  Carlos González Espínola (Pumas)
  -  Felipe Mora (Pumas)
  -  Jonathan Rodríguez (Santos)
- 8 gólos:
  -  Leonardo Javier Ramos (Lobos)
  -  Camilo Sanvezzo (Querétaro)
- 7 gólos:
  -  Bruno Valdez (América)
  -  Nicolás Gabriel Sánchez (Monterrey)
- 6 gólos:
  -  Elías Hernández (Cruz Azul)
  -  Ángel Zaldívar (Guadalajara)
  -  Mauro Boselli (León)
  -  Víctor Dávila (Necaxa)
  -  Lucas Cavallini (Puebla)
  -  Eduardo Vargas (Tigres)
  -  Alexis Vega (Toluca)
  -  Cristian Menéndez (Veracruz)
- 5 gólos:
  -  Oribe Peralta (América)
  -  Diego Lainez Leyva (América)
  -  Emanuel Aguilera (América)
  -  Roger Martínez (América)
  -  Guido Rodríguez (América)
  -  Jefferson Duque (Atlas)
  -  Milton Caraglio (Cruz Azul)
  -  Martín Cauteruccio (Cruz Azul)
  -  Luis Montes (León)
  -  Rogelio Funes Mori (Monterrey)
  -  Miguel Sansores (Morelia)
  -  Carlos Sebastián Ferreira (Morelia)
  -  Rubens Sambueza (Toluca)
- 4 gólos:
  -  Sebastián Vegas (Morelia)
  -  Brian Fernández (Necaxa)
  -  Daniel Arreola (Puebla)
  -  Matías Alustiza (Pumas)
  -  Bryan Carrasco (Veracruz)

## Sportszerűségi táblázat
A következő táblázat a csapatok játékosai által az alapszakasz során kapott lapokat tartalmazza. Egy kiállítást nem érő sárga lapért 1, egy kiállításért 3 pont jár. A csapatok növekvő pontsorrendben szerepelnek, így az első helyezett a legsportszerűbb közülük. Ha több csapat pontszáma, gólkülönbsége, összes és idegenben rúgott góljainak száma és a klubok együtthatója is egyenlő, egymás elleni eredményük pedig döntetlen, akkor helyezésüket a sportszerűségi táblázat alapján döntik el.
| Csapat           | Sárga lap | sárga lap · 2. sárga lap · kiállítva | kiállítva | Pontszám |
| ---------------- | --------- | ------------------------------------ | --------- | -------- |
| Santos Laguna    | 24        | 0                                    | 1         | 27       |
| Necaxa           | 31        | 0                                    | 1         | 34       |
| Pachuca          | 28        | 0                                    | 2         | 34       |
| Pumas            | 33        | 0                                    | 1         | 36       |
| Cruz Azul        | 23        | 0                                    | 5         | 38       |
| Atlas            | 30        | 0                                    | 3         | 39       |
| CD Guadalajara   | 30        | 0                                    | 3         | 39       |
| Lobos de la BUAP | 33        | 0                                    | 2         | 39       |
| América          | 31        | 0                                    | 3         | 40       |
| Monterrey        | 35        | 0                                    | 2         | 41       |
| León             | 31        | 0                                    | 4         | 43       |
| Tijuana          | 34        | 0                                    | 3         | 43       |
| Querétaro        | 39        | 0                                    | 2         | 45       |
| Monarcas Morelia | 37        | 0                                    | 4         | 49       |
| Puebla           | 43        | 0                                    | 2         | 49       |
| Veracruz         | 41        | 0                                    | 4         | 53       |
| Tigres           | 46        | 0                                    | 3         | 55       |
| Toluca           | 52        | 0                                    | 5         | 67       |